# Букова (Караш-Северин)
Букова (рум. Bucova) насеље је у Румунији у округу Караш-Северин у општини Бауцар. Oпштина се налази на надморској висини од 579 m.

## Историја
По "Румунској енциклопедији" насеље се први пут помиње у документима 1459. године.

## Становништво
Према подацима из 2002. године у насељу је живело 1029 становника.

### Попис2002.
| Расподела становништва по националности 2002.‍ | Расподела становништва по националности 2002.‍ | Расподела становништва по националности 2002.‍ | Расподела становништва по националности 2002.‍ | Расподела становништва по националности 2002.‍ |
| --------------------------------------------- | --------------------------------------------- | --------------------------------------------- | --------------------------------------------- | --------------------------------------------- |
|                                               |                                               |                                               |                                               |                                               |
| Румуни                                        | Румуни                                        |                                               | 1.000                                         | 97,2%                                         |
| Мађари                                        | Мађари                                        |                                               | 5                                             | 0,5%                                          |
| Роми                                          | Роми                                          |                                               | 24                                            | 2,3%                                          |